# Glycerolipid

Glycerol in einem Triacylglycerid

Glycerol in einer Phosphatidsäure

Ein Glycerolipid ist ein Lipid, bei dem die unpolaren Seitenketten kovalent an ein Glycerol gebunden sind.

## Eigenschaften
Glycerolipide sind einfach bis dreifach substituierte Glycerole. Glycerolipide sind die am häufigsten natürlich vorkommende Form der Neutralfette und der Membranlipide. Zu den Glycerolipiden zählen manche Vertreter der Esterlipide (die Triacylglyceride und die Phosphatidsäurederivate wie Phosphatidylethanolamin, Phosphatidylserin und Phosphatidylcholin), die Glycoglycerolipide (wie Digalactosyldiacylglycerole in Pflanzen und Seminolipid in Spermatozoen) und die Etherlipide. Als Botenstoffe werden das Glycerophospholipid Phosphatidylinositol-4,5-bisphosphat und die Etherlipide Plasmalogen und der plättchenaktivierende Faktor verwendet.